# Dale Frail

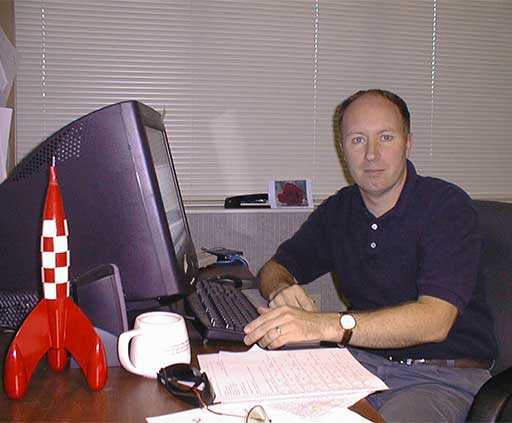
Dale Frail

Dale A. Frail (1961) is een Canadees astronoom verbonden met het National Radio Astronomy Observatory (NRAO) in Socorro, New Mexico in de Verenigde Staten. Hij is geboren in Canada, heeft een groot deel van zijn jeugd doorgebracht in Europa en werkt nu in de Verenigde Staten.
In het begin van 1992 kondigde Frail en de Poolse astronoom Aleksander Wolszczan aan dat ze twee, mogelijk zelfs drie planeten ontdekt hadden rond de pulsar PSR B1257+12. Hun ontdekking werd midden 1992 bevestigd. Het was niet alleen de eerste ontdekking van planeten rond een pulsar, maar vermoedelijk ook de eerste van een exoplaneet in het algemeen.
- International Standard Name Identifier: 0000 0000 7436 6129
- Virtual International Authority File: 105362249
- WorldCat: E39PBJbxD3QkJ66d9YpYJh3xXd